# غاي مانرينغ
غاي مانرينغ أو المنجم (بالإنجليزية: Guy Mannering or The Astrologer)‏ هي رواية بقلم السير والتر سكوت، نشرت باسم مجهول في عام 1815. ووفقا للمقدمة التي كتبها سكوت في عام 1829، فقد كان ينوي أصلا أن يكتب قصة خوارق، ولكنه غير رأيه بعد وقت قصير من بدء الكتابة. حقق الكتاب نجاحا كبيرا، ونفدت الطبعة الأولى من البيع في اليوم الأول من النشر.